# The Sound of Silence
«The Sound of Silence» (букв. укр. Звук тиші) — відома пісня американського фольк-рок дуету Simon and Garfunkel, яку написав Пол Саймон в лютому 1964 року. Перша, акустична версія пісні записана у березні 1964 року для альбому Wednesday Morning, 3 A.M..
З 1 до 8 та з 22 по 28 січня 1966 року електронна версія пісні очолювала хіт-парад США, обидва рази поступившись пісні The Beatles — «We Can Work It Out». У 2004 році посіла 157-у позицію серед 500 найкращих пісень усіх часів. У різний час переспівувалась такими групами як The Smashing Pumpkins, Nevermore, The Dickies та іншими. Також деякі виконавці (Фаусто Папетті, The Ventures, Джеймс Ласт і ін.) виконували акустичну версію.

## Історія
Походження пісні незрозуміле, за однією версією, Пол Саймон почав працювати над піснею невдовзі після убивства Кеннеді, хоча відомо, що дует виконував її наживо за два місяці до трагедії. Саймон написав пісню, коли йому було 21. Також він розповів, що написав пісню у ванній кімнаті, вимкнувши світло, щоб краще зосередитися. Хоча з музикою вже був помітний прогрес, але все ще треба було придумати слова. 19 лютого 1964 року ця проблема була вирішена, і в той же день Саймон показав нову композицію Арту Гарфанкелу. Незабаром після цього, дует починає виконувати її в фолк-клубах Нью-Йорка. Записана пісня була 10 березня і ввійшла до їхнього альбому «Wednesday Morning, 3 A.M.», що вийшов в жовтні того ж року.
Альбом виявився невдалим, внаслідок чого дует розпався, і Саймон вирушив до Англії на більшу частину 1965 року. Там він часто сам виконував пісню в фолк-клубах і знову записав її для свого соло LP в травні 1965, «The Paul Simon Songbook».
Через деякий час продюсер Саймона і Гарфанкела Тому Вілсон (Columbia Records, Нью-Йорк) дізнався про те, що пісню почали крутити на радіостанціях в Бостоні, а також в околицях Коко-Біч і Гейнсвилла.
15 червня 1965 відразу після звукозаписуючої сесії пісні Боба Ділана «Like a Rolling Stone», Вілсон перезаписує оригінальний трек Саймона і Гарфанкела з накладенням електрогітари (у виконанні Аль Горгони), бас-гітари (Боб Башнелл) і барабанів (Боббі Грегг), після чого випускає його навіть не запитавши Саймона і Гарфанкела. Для сторони Б Вілсон використовував до того моменту невиданий трек, який вони з дуетом записали кілька місяців тому, пробуючи сучасніше звучання. Запис потрапив в чарти США у вересні 1965 року і повільно почала сходження до вершини.
Саймон дізнався про те що їх пісня потрапила в чарти буквально за кілька хвилин до виступу в клубі Копенгагена, і пізньої осені 1965 році він повертається у США. Саймон і Гарфанкел відновлюють дует і включають пісню в свій наступний альбом «Sounds of Silence», спішно записаний в грудні 1965 (і перевиданий в 1966 для закріплення успіху); 1 січня 1966-го року «The Sounds of Silence» виходить на перше місце в чартах США. Загалом пісня трималася в чартах протягом 14 тижнів. Вона просувала їх до зіркового статусу і, разом з ще двома їхніми піснями, які увійшли у першу п'ятірку хітів літа 1966 (США), «I Am a Rock» і «Homeward Bound», забезпечила дуету славу. 1999 року Broadcast Music Incorporated назвала «The Sounds of Silence» 18-ю найбільш часто виконуваною піснею XX століття. 2004 року вона зайняла 156-е місце серед 500 найкращих пісень усіх часів за версією журналу Rolling Stone, разом з ще двома піснями дуету — «Bridge over Troubled Water» на 47-му місці і «The Boxer» на 105-м.
В оригінальній акустичній версії пісні, голоси Саймона і Гарфанкела перебували на різних каналах, підкреслюючи делікатність мелодії. Коли рок-версію зводили в стерео, Вілсон помістив голоси в середину, внаслідок чого звучання вийшло не настільки чистим, як в оригінальній акустичній версії.
Пісня починається словами «Hello darkness, my old friend / i've come to talk with you again». Ці ж злегка перекручені рядки у виконанні Арту використовуються у пісні «Save the Life of My Child» з їхнього альбому «Bookends» (1968).

## Кавер-версії
- The Dickies  виконали прискорену версію пісні для свого альбому  «The Incredible Shrinking Dickies»[en], що вийшов 1979 року.
- У квітні 1997 року південно-африканська рок-група  The Awakening[en] записала для свого альбому  «Risen»[en] кавер пісні в стилі готик-рок, який досяг великої популярності в ПАР і залишається однією з візитних карток групи.
- Німецька панк-рок група The Bates випустила кавер на альбомі 'Intra Venus' 1998 року.
- Alizée  виконала її в своєму турі з альбомом Psychédélices в Москві 18 травня 2008 року. У вступі вона сказала:  «Наступна пісня — моя улюблена»  (англ. The next song is my favorite song).
- 6 грудня 1999 року німецький музичний проєкт Gregorian видав кавер в альбомі  «Masters of Chant»[en].
- 17 жовтня 2000 прогресив-метал група Nevermore включила кавер пісні в свій альбом Dead Heart in a Dead World.
- 1. травня 2007 канадський автор-виконавець Леонард Коен прочитав «The Sound of Silence» для триб'ют-альбом а Полу Саймону Take Me to the Mardi Gras: Tribute to Paul Simon.
- 26 листопада 2007 року британська група All Angels[en] виконала кавер пісні для свого другого альбому[en].
- 10 грудня 2007 новозеландська співачка Брук Фрейзер[en] зробила кавер-версію пісні для свого альбому туру з альбомом «Albertine»[en].
- Вокаліст німецької групи End of Green Michelle Darkness зробив кавер-версію пісні для свого сольного альбому «Brand New Drug» (дата виходу — 26 жовтня 2007).
- 19 лютого 2008 року американська рок-група Ascension of the Watchers[en], яка відіграє готик-рок, альтернативний рок і ембієнт, включила кавер пісні в свій перший LP альбом «Numinosum».
- 30 жовтня 2008 року The Smashing Pumpkins також випустили кавер в своїй серії концертних альбомів Live Smashing Pumpkins.
- Британська група Bananarama зробила кавер пісні бонусним треком, доступним тільки для завантаження, в альбомі  «Viva»[en] 2009 року.
- Шведська глем-метал група Vains of Jenna випустила пісню на своєму кавер-альбомі 2011 року Reverse Tripped.

- Хеві-метал — група Heir Apparent включила кавер-версію в свою збірку «Triad». Пісню можна безкоштовно завантажити з офіційного сайту групи[8].
- Німецька дез-метал — група Atrocity випустили кавер в альбомі «Gemini».
- The Coolies випустили версію пісні в стилі панк-рок (альбом Take That You Bastards).
- У 2015 році рок-група Disturbed виконує кавер в стилі симфо-рок, який ввійшов до «Immortalized» і 7 вересня, що вийшов в якості синглу.
- У 2015 році James Blake виконав кавер.
- У 2019 році Pentatonix виконали кавер.
- 15 квітня 2021 року український кавер-бенд Grandma's Smuzi представили власний кавер на версію від рок-групи Disturbed виконаний українською мовою.

## Використання у фільмах
У різний час пісня звучала в саундтреках до фільмів:
1967 — «Випускник»
1996 — «Заводила»
2003 — «Стара закалка»
2006 — «Боббі»
2008 — «Taiyo to Umi no Kyoshitsu» (дорама)
2009 — «Хранителі»
2012 — «Дружинники»
2014 — «Канікули в Провансі»
2016 — «Тролі»